# Tillandsia pugiformis
Tillandsia pugiformis är en gräsväxtart som beskrevs av Lyman Bradford Smith. Tillandsia pugiformis ingår i släktet Tillandsia och familjen Bromeliaceae. Inga underarter finns listade i Catalogue of Life.